# Flottentorpedoboot 1939
Das Flottentorpedoboot 1939 war eine Klasse von 15 kleinen Zerstörern oder Torpedobooten der Kriegsmarine.
Der Typ wurde offiziell als Flottentorpedoboot bezeichnet, war aber von Größe und der Bewaffnung her vergleichbar mit kleineren Zerstörern bzw. Geleitzerstörern anderer Marinen.
Da alle Einheiten dieses Typs auf der Schichau-Werft in Elbing gebaut wurden, bezeichneten die Alliierten den Schiffstyp als Elbing Class Destroyer, in der deutschen Literatur wird gelegentlich auch der Begriff Schichau-Zerstörer verwendet.

## Entwicklungsgeschichte
Nach den Bestimmungen des Versailler Vertrages baute Deutschland in den 1920er-Jahren die zwölf zugestandenen Torpedoboote der Raubtier- und Raubvogel-Klasse. Zehn Jahre später begannen umfangreichere Programme mit den Klassen Torpedoboot 1935, T 1 bis T 12, und Torpedoboot 1937 mit T 13 bis T 21. Mit ihrer Standardverdrängung sollten diese Boote unter die 600-ts-Grenze fallen, wodurch sie nicht unter die damals bestehenden Rüstungsabkommen fielen.
Da aber 600 ts eine recht ungünstige Größe darstellte, was auch andere Länder feststellen mussten, wurden die Boote über 800 ts groß. Doch auch dies gab immer noch keinen brauchbaren Typ, weshalb die offenen Aufträge bei Kriegsbeginn storniert und als Flottentorpedoboot 1939 neu vergeben wurden. Diese neuen Konstruktionen waren mit einer Typverdrängung von 1294 ts bzw. Einsatzverdrängung von 1755 ts wesentlich größer.
Die Bewaffnung mit zwei Drillingstorpedorohrsätzen blieb dabei gleich, aber es wurden nun vier luftabwehrtaugliche 10,5-cm-Geschütz eingerüstet. Die Flugabwehrbewaffnung war ebenfalls verbessert und es kamen vier 3,7 cm SK C/30 in zwei Doppellafetten und ein 2-cm-Vierling zum Einbau. Während der Fortdauer des Krieges wurde sie innerhalb der Serie zudem laufend verstärkt.
Die Antriebsanlagen blieben ebenfalls gleich, die neue Klasse wurde praktisch um die bereits beauftragten Anlagen herumkonstruiert, aber in geänderter Anordnung. Daher fiel die Geschwindigkeit mit 31 kn und nur etwa 28 kn im Dauerbetrieb unter Einsatzbedingungen recht enttäuschend aus, da man sich immerhin noch 33 kn errechnet hatte. Sie waren damit langsamer als die großen Zerstörer, aber deutlich seetüchtiger.
Insbesondere die Kessel waren für das vergrößerte Schiff zu klein, da zahlreiche weitere Dampfverbraucher hinzu kamen.
Markant an den Booten dieser Klasse war das Glattdeck mit dem ausgeprägten Sichelbug, starkem Deckssprung und Knickspanten im Vorschiff von Achterkante der Brücke bis etwa zu den Ankerklüsen. Ab T 31 wurde die Konstruktion vereinfacht, da die Werft zu einer beschleunigten Fertigstellung angehalten wurde. Äußerlich erkennbar waren davon die entfallenen Knickspanten am Bug.
Die Aufbauten unterschieden sich von den Zerstörern durch den über die gesamte Decksbreite reichenden, weit vorne liegenden Aufbau mit Brücke und den weit auseinandergezogenen Schornsteinen mit dazwischen liegendem zweiten 10,5-cm-Geschütz. Die Antriebsanlage der Boote war in sog. „Kraftwerke“ geteilt, d. h. es wurden jeweils zwei Kessel mit der durch ein Schott getrennten direkt dahinter liegender Turbine verbaut. Das bedingte einen großen Abstand zwischen den Rauchabzügen und verbesserte zugleich die Schadensbeherrschung bei evtl. Ausfällen im Gefecht.
Ab T 37 wurde der Bau auf das weiterentwickelte und vergrößerte Flottentorpedoboot 1941 umgestellt, das vor allem eine stärkere Antriebsanlage und Dieselaggregate zur Stromerzeugung erhielt. Keines der Boote ging noch in Dienst. Die vier vom Stapel gelaufenen Boote wurden nach dem Krieg von den Siegermächten mit Giftgasmunition beladen und in der Ostsee versenkt.

## Einsatzgeschichte

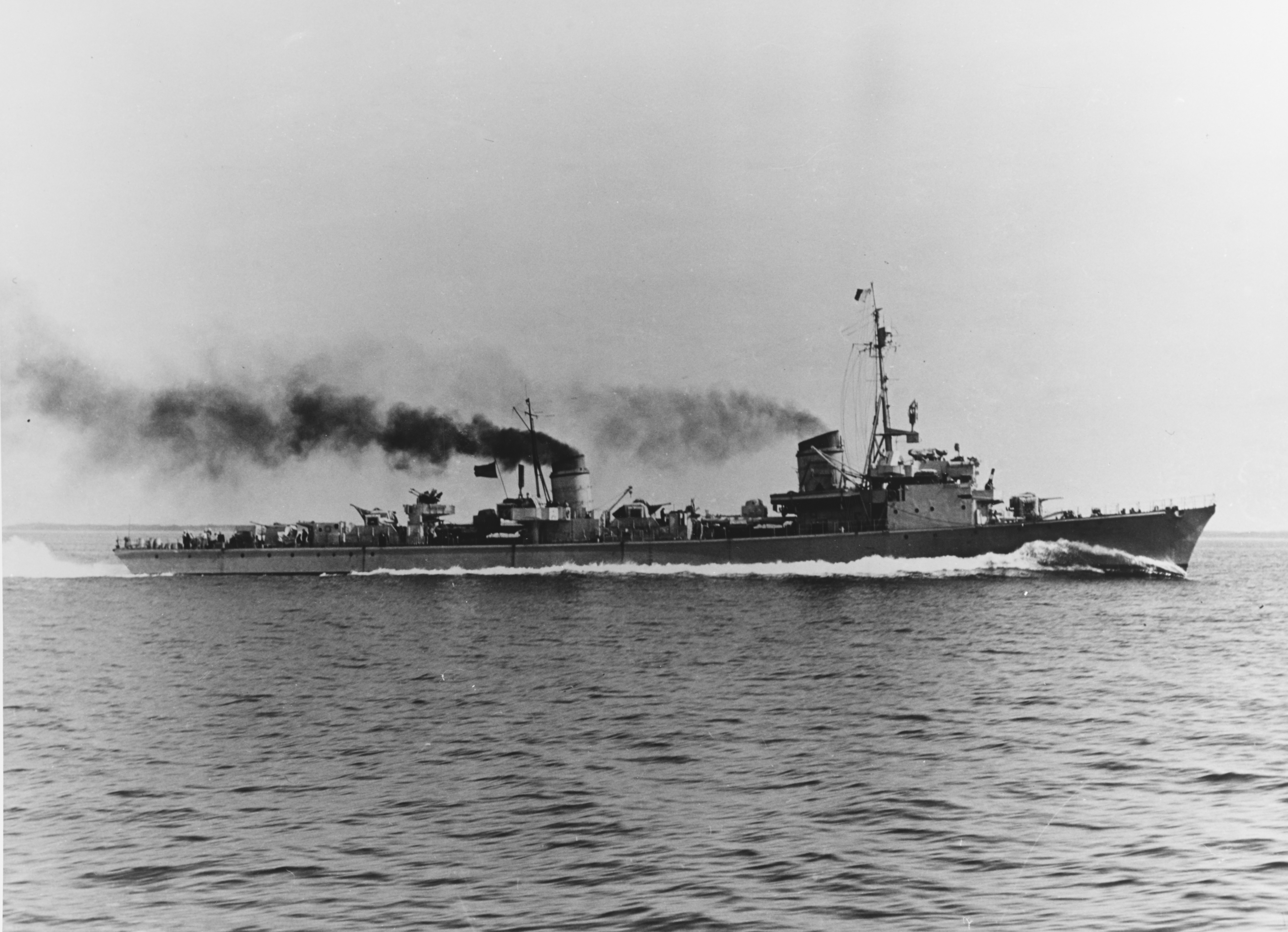
T 35 im August 1945 als DD-935 der US-Navy

Die ersten acht Boote der Klasse, T 22 bis T 29, gingen nach ihrer Fertigstellung ab 1942 bis Anfang 1944 an die französische Küste für den Einsatz in der Biskaya und dem Ärmelkanal. Hauptaufgabe war Geleitschutz für U-Boote und Handelsschiffe, und die Boote waren deshalb im Gegensatz zu den großen Zerstörern oft im Einsatz.
Für die Briten, die bereits die Invasion in Frankreich vorbereiteten, stellten die Boote eine Bedrohung der Invasionsflotte dar. Daher versuchten sie, die Torpedoboote auszuschalten. Wenn auch eine der ersten derartigen Operationen mit dem Verlust des Kreuzers Charybdis im Desaster endete, waren sie doch auf längere Sicht erfolgreich. Fünf der Boote gingen verloren, und nach der Invasion kehrte nur noch T 28 nach Deutschland zurück. T 22 und T 23 waren bereits zuvor zur Überholung nach Deutschland gegangen. Diese drei verbliebenen Boote und die nachfolgenden Neubauten T 30 bis T 36 hatten bis zum Kriegsende die Ostsee als neues Einsatzgebiet für Minenlegeunternehmen, Artillerieunterstützung für das Heer und schließlich Evakuierung von Soldaten und Zivilisten vor der Roten Armee. T 36 nahm an der Rettungsaktion der Schiffbrüchigen der Wilhelm Gustloff am 30. Januar 1945 teil.
Bei einem Minenlegeunternehmen in der Narvabucht im Finnischen Meerbusen gerieten am 18. August 1944 T 22, T 30 und T 32 in ein eigenes Minenfeld und sanken, was einen Großteil der Besatzungen das Leben kostete. T 23 und T 28 waren nach dem Krieg noch bis 1954/55 bei der französischen Marine im Einsatz.

## Einheiten
Wie für kleinere Einheiten in der Kriegsmarine üblich, erhielten die Boote keine Namen, sondern nur die Kennungen T 22 bis T 36.
| Kennung | Kiellegung    | Stapellauf    | Indienststellung | Verbleib |
| ------- | ------------- | ------------- | ---------------- | --- |
| T 22    | 1. Juli 1940  | 20. Juli 1941 | 28. Feb. 1942    | gesunken 18. August 1944 – Minentreffer in der Ostsee auf deutschem Minenfeld                                                                                        |
| T 23    | 1. Aug. 1940  | 14. Juni 1941 | 14. Juni 1942    | Zum Verschrotten verkauft im Februar 1955, nachdem es als Kriegsbeute unter dem Namen L’Alsacien in der französischen Marine gedient hatte                           |
| T 24    | 21. Sep. 1940 | 13. Sep. 1941 | 17. Okt. 1942    | versenkt am 24. August 1944 durch britische Fliegerbomben vor Le Verdon-sur-Mer (Gironde), Frankreich. Position: 45° 31′ N, 1° 1′ W                                  |
| T 25    | 30. Nov. 1940 | 1. Dez. 1941  | 12. Dez. 1942    | versenkt 28. Dezember 1943, durch die britischen Kreuzer Glasgow und Enterprise in der Biskaya (Operation Stonewall)                                                 |
| T 26    | 10. Mai 1941  | 18. Feb. 1942 | 27. Feb. 1943    | versenkt 28. Dezember 1943, durch die britischen Kreuzer Glasgow und Enterprise in der Biskaya (Operation Stonewall)                                                 |
| T 27    | 28. Juni 1941 | 20. Aug. 1942 | 17. Apr. 1943    | auf Grund 4. Mai 1944 im Gefecht und am Folgetag durch Flugzeuge versenkt                                                                                            |
| T 28    | 24. Sep. 1941 | 24. Juni 1942 | 19. Juni 1943    | verschrottet 1959, nachdem es als Kriegsbeute unter dem Namen Lorrain (später umbenannt in Le Lorrain) bis 3. Oktober 1952 in der französischen Marine gedient hatte |
| T 29    | 12. Dez. 1941 | 16. Jan. 1943 | 21. Aug. 1943    | versenkt 26. April 1944, durch kanadische Schiffe |
| T 30    | 4. März 1942  | 13. März 1943 | 24. Okt. 1943    | gesunken 18. August 1944 durch Minentreffer in der Ostsee auf deutschem Minenfeld                                                                                    |
| T 31    | 29. Juni 1942 | 22. Mai 1943  | 5. Feb. 1944     | versenkt 20. Juni 1944 durch ein sowjetisches Schnellboot in der Ostsee                                                                                              |
| T 32    | 27. Okt. 1942 | 17. Juli 1943 | 8. Mai 1944      | gesunken 18. August 1944 durch Minentreffer in der Ostsee auf deutschem Minenfeld                                                                                    |
| T 33    | 20. Jan. 1943 | 4. Sep. 1943  | 15. Juni 1944    | verschrottet 1957–1958, nachdem es als Kriegsbeute in der sowjetischen Marine unter dem Namen Primerniy zum Einsatz gekommen war                                     |
| T 34    | 5. März 1943  | 23. Okt. 1943 | 12. Aug. 1944    | gesunken 20. November 1944 durch Minentreffer bei Kap Arkona |
| T 35    | 1942          | 11. Dez. 1943 | 7. Okt. 1944     | ausgesondert am 3. Oktober 1952, später verschrottet, war zunächst als Kriegsbeute zur Erprobung in den USA, dann als Ersatzteilspender an Frankreich                |
| T 36    | 10. Juni 1943 | 5. Feb. 1944  | 9. Dez. 1944     | versenkt 4. Mai 1945 nach Minentreffer bei Swinemünde und Fliegerbomben                                                                                              |

## Technische Beschreibung

### Rumpf
Der Rumpf wurde in Querspant-Längsbänderbauweise aus dem Schiffbaustahl 52 gebaut, war vollständig geschweißt und war in 13 wasserdichte Abteilungen unterteilt. Der Rumpf hatte eine Länge über alles von 102,5 m, in der Konstruktionswasserlinie von 97 m. Die maximale Breite betrug 10 m. Die Konstruktionsverdrängung lag bei 1512 t, die Typverdrängung bei 1294 ts, die Einsatzverdrängung bei 1755 ts. Ein Deckssprung verlief von der Achterkante des Brückenaufbaus bis zum Vorsteven. Der Bug war stark überfallend und sichelförmig, der Rumpf endete in einem Spiegelheck. Bei den Booten T 22 bis T 30 war der Rumpf von der Achterkante der Brücke bis zu den Oberdeck-Ankerklüsen als Knickspant ausgeführt.

### Aufbauten

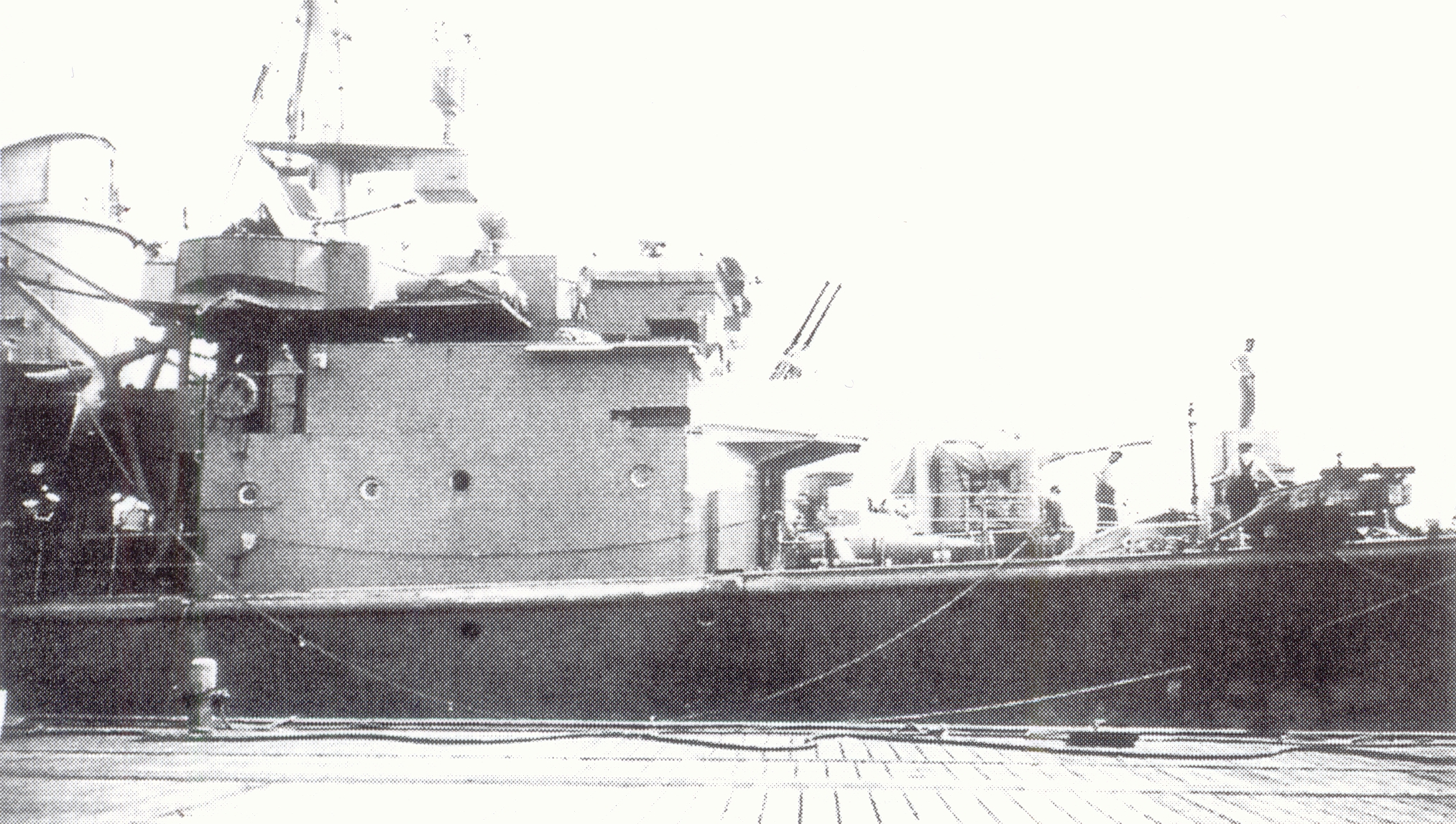
Der verkürzte Brückenaufbau von T 35 mit Flakständen vor der Brücke

Die Brückenaufbauten unterschieden sich zwischen den Booten der Klasse: T 22 bis T 25 besaßen eine glatte senkrechte Brückenstirnwand, bei den Booten T  26 bis T 30 wurde der Brückenaufbau verkürzt und der Steuerstand verkleinert, so dass der gewonnene Platz vor dem Aufbau für eine Plattform für zusätzlicher Flakbewaffnung genutzt werden konnte. Bei T 31 bis T 36 befand sich an dieser Stelle an Steuer- und Backbord aufgestellte Flakstände für je eine 2-cm-Doppelflak.
Ein Großteil der Aufbauten und Inneneinrichtung wurde zur Gewichtseinsparung aus Leichtmetall gefertigt, ab T 31 kamen für letztere teilweise Pressspanwerkstoffe zum Einsatz.

### Antrieb
Die Flottentorpedoboote wurden durch eine Heißdampf-Turbinenanlage angetrieben. Die vier Wagner-Heißdampf-Kessel mit natürlichem Wasserumlauf wurden ölbefeuert, arbeiteten mit einer Dampftemperatur von 400 bis 450 °C und 70 kp/cm² Druck. Die Leistung von 32.000 WPS (23,5 MW) wirkte auf zwei Schrauben mit je drei Flügeln. Die beiden Spatenruder standen in den Schraubenströmen. Die Höchstgeschwindigkeit nach Konstruktion sollte bei 32,5 kn liegen, in der Meilenstrecke wurden bis zu 34,0 kn erreicht. Mitgeführt wurden maximal 375 t Heizöl. Der Fahrbereich lag in der Praxis bei bis zu 2085 sm bei 19 kn oder bis 745 sm bei 31 kn Dauergeschwindigkeit.

### Bewaffnung und Waffenleitanlage
Die Flottentorpedoboote verfügten über eine Seeziel- und Flakbewaffnung verschiedener Kaliber, hinzu kamen Torpedos und Wasserbomben.
Als artilleristische Hauptbewaffnung waren die vier 10,5-cm-SK C/32 ns L/45 vorgesehen. Die Geschütze waren eine Weiterentwicklung der auf den Torpedobooten 1935 eingebauten 10,5-cm-Kanone. Ein Geschütz wurde vor der Brücke, eines zwischen den Aufbauten, die letzten zwei achtern hinter den Aufbauten, hiervon eines überhöht auf einem niedrigen Aufbau auf der Bootsmittellinie aufgestellt. Die Einzellafetten waren vom Typ „10,5-cm-MPL C/32 ge“, MPL steht hierbei für Mittelpivotlafette, ge steht für große Erhöhung. Mit einem maximalen Erhöhungswinkel von +80° konnten als Allzweckwaffe sowohl See-, Land- und hochfliegende Luftziele bekämpft werden. Die Kadenz lag bei bis zu 20 Schuss pro Minute je Geschütz. Für die Geschütze wurden insgesamt 2400 Schuss Munition mitgeführt.
Das optische 3-m-Basis-Entfernungsmessgerät vom Typ „3u“ war auf dem Brückenaufbau aufgestellt.
Die Flakbewaffnung wurde im Laufe der Produktion umfangreicher.
Bei Indienststellung waren vorgesehen:
- 4 × 3,7-cm-Flak vom Typ S.K. C/30 L/80 in zwei Doppellafetten C/30
- 5 × 2-cm-Flak M.W.C./38 L/80 in Einzellafetten C/38
- 4 × 2-cm-Flak in Vierlingslafette C/38
- 2 × 7,9-mm-Maschinengewehre MG 34.

Aus zwei schwenkbaren Drillingstorpedorohrsätzen konnten 53,3-cm-Torpedos verschossen werden. Es wurden keine Reservetorpedos mitgeführt.
Bei Bedarf konnten 50 Minen auf den Minenschienen auf dem achteren Oberdeck mitgeführt und über zwei am Heck montierte Rampen geworfen werden.

### Technische Daten
| Abmessungen                       | Abmessungen |
| --------------------------------- | --- |

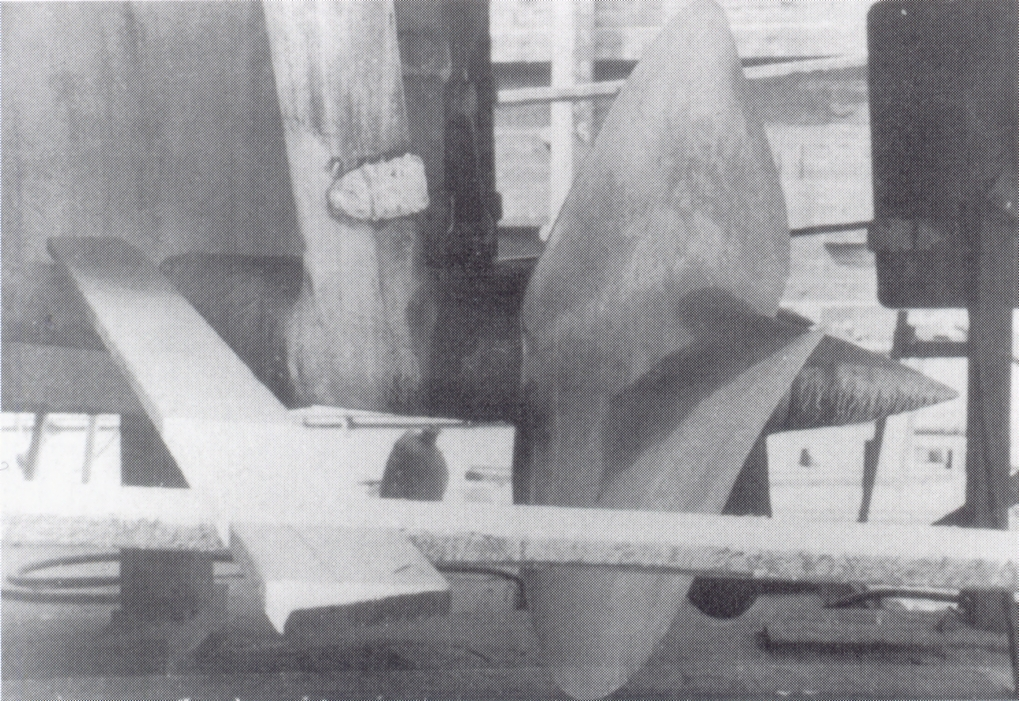
Backbord-Propeller, von der Seite gesehen

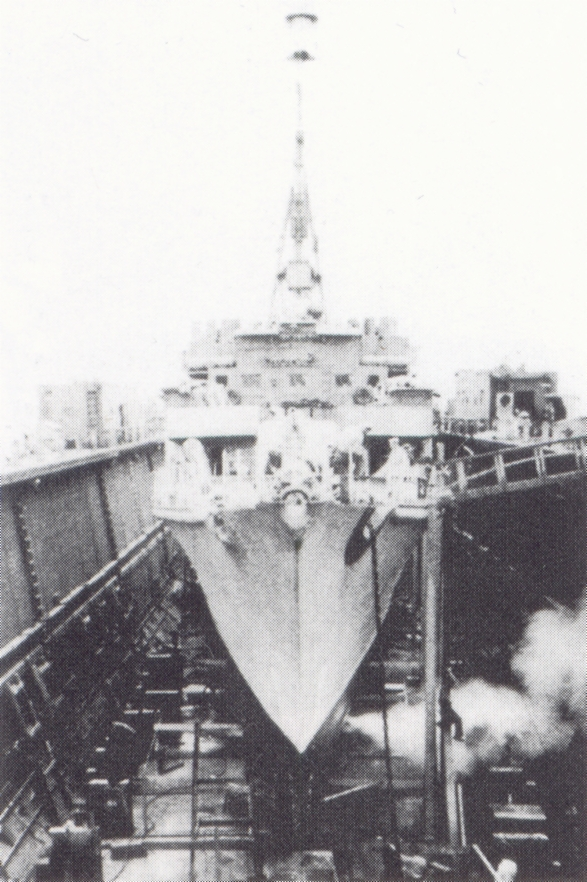
Frontansicht von T 35 im Dock

| Länge:                            | - über alles: 102,50 m - an der Konstruktionswasserlinie: 97,00 m |
| Größte Breite:                    | 10 m |
| Tiefgang:                         | - nach Konstruktion: 2,60 m - achtern bei Maximalverdrängung: 3,22 m |
| Seitenhöhe:                       | 5,80 m (im Hauptspant) |
| Verdrängung:                      | - 1315 ts Typverdrängung - 1512 t Konstruktionsverdrängung - 1798/1780 t Einsatzverdrängung |
| Antrieb                           | |
| Kesselanlage:                     | - 4 Wagner-Kessel mit natürlichem Wasserumlauf und Ölfeuerung - Dampfdruck: bis 70 atü - Dampftemperatur: 400–450 °C - 2 Kesselräume                                                                          |
| Turbinenanlage:                   | - 2 Satz Wagner-Hochdruck-Heißdampf-Turbinen mit Rädergetrieben - 2 getrennte Maschinenräume, 2 Wellen |
| Schrauben:                        | 2 Schrauben, dreiflügelig, je 2,5–2,65 m Durchmesser |
| Ruder:                            | 2 Spatenruder in den Schraubenströmen |
| Maschinenleistung:                | - 32.560 WPS Höchstleistung eines Einzelbootes - 29.000 WPS nach Konstruktion |
| Stromerzeugung:                   | - zwei E-Werke, zwei Turbo-Dynamos je 80 kW, ein Diesel-Dynamo mit 160 kW |
| Heizölvorrat                      | - gemäß Konstruktion: 160 t - maximal: 375 t |
| Höchstgeschwindigkeit:            | - nach Konstruktion: 32,5 kn - in der Meilenstrecke: 34,00 kn |
| Brennstoffvorrat:                 | - nach Konstruktion: 240 t Heizöl - maximal: 561 t Heizöl |
| Bewaffnung (bei Indienststellung) | |
| Geschütze:                        | - 4 × 10,5-cm-Geschütze C/32 L/45 in der Mittelpivotlafetten C/32 ge - 2400 Schuss |
| Flugabwehrbewaffnung              | - 4 × 37-mm-Flak S.K. C/30 L/80 in 2 Doppellafetten C 30, 8000 Schuss - 5 × 20-mm-Flak M.W.C/38 L/65 in Einzellafetten C/38 - 4 × 20-mm-Flak MW.C/38 L/65 in Vierlingslafette C/38 - weitere Maschinengewehre |
| Torpedobewaffnung:                | 6 × 53,3-cm-Torpedorohre in zwei schwenkbaren Drillingssätzen |
| Sonstige:                         | Wasserbombenwerfer, Mineneinrichtung für 50 Minen |